# Lemoyne (Nebraska)
Lemoyne es un lugar designado por el censo ubicado en el condado de Keith en el estado estadounidense de Nebraska. En el Censo de 2010 tenía una población de 82 habitantes y una densidad poblacional de 62,08 personas por km².

## Geografía
Lemoyne se encuentra ubicado en las coordenadas 41°16′36″N 101°48′48″O / 41.27667, -101.81333. Según la Oficina del Censo de los Estados Unidos, Lemoyne tiene una superficie total de 1.32 km², de la cual 1.32 km² corresponden a tierra firme y (0%) 0 km² es agua.

## Demografía
Según el censo de 2010, había 82 personas residiendo en Lemoyne. La densidad de población era de 62,08 hab./km². De los 82 habitantes, Lemoyne estaba compuesto por el 96.34% blancos, el 0% eran afroamericanos, el 1.22% eran amerindios, el 0% eran asiáticos, el 0% eran isleños del Pacífico, el 0% eran de otras razas y el 2.44% pertenecían a dos o más razas. Del total de la población el 1.22% eran hispanos o latinos de cualquier raza.